# I Need You Christmas
«I Need You Christmas» es una canción navideña del grupo estadounidense Jonas Brothers. Se lanzó el 30 de octubre de 2020 y se convirtió en la cuarta canción navideña lanzada por la banda después de «Girl Of My Dreams» en 2007, «Joyful Kings» en 2008 y «Like It's Christmas» en 2019.

## Antecedentes
El grupo anunció el nombre, la portada y la fecha de lanzamiento de la canción el 30 de octubre de 2020. El día anterior, Joe Jonas recordó en Instagram sus momentos más felices, pasando por fotos familiares desde la infancia hasta la edad adulta. La portada del sencillo del nuevo sencillo muestra al grupo como niños sentados bajo un árbol de Navidad.

## Recepción crítica
Althea Legaspi de Rollingstone comentó que «I Need You Christmas» es una canción de piano-y-cadenas y tiene un ambiente clásico de Navidad. Mona Thomas de E Online dijo que la canción tiene el sonido relajante de una balada navideña clásica y recuerda muchas actividades navideñas familiares, que están muy alineadas con la portada. Lucy Smith de Heatworld comentó que el tema «se encuentra en algún lugar entre Bing Crosby y Michael Bublé y, aunque todavía puede ser octubre, será lo único que escucharemos en el futuro».

## Posicionamiento en listas
| Listas (2020-21)                                | Mejor posición |
| ----------------------------------------------- | -------------- |
| Bélgica (Ultratop) Flanders                     | 16             |
| Canadá (Canadian Hot 100)                       | 88             |
| Canadá (AC)                                     | 15             |
| Estados Unidos (Bubbling Under Hot 100 Singles) | 4              |
| Estados Unidos (Adult Contemporary)             | 16             |
| Estados Unidos (Digital Songs Sales)            | 28             |
| Estados Unidos (Holiday Digital Song Sales)     | 1              |
| Estados Unidos (Holiday 100)                    | 97             |
| Irlanda (IRMA)                                  | 77             |
| Nueva Zelanda (RMNZ)                            | 32             |
| Reino Unido (Official Charts Company)           | 86             |

## Historial de lanzamiento
| País   | Fecha                 | Formato                     | Discográfica     | Ref    |
| ------ | --------------------- | --------------------------- | ---------------- | ------ |
| Varios | 30 de octubre de 2020 | Descarga digital, streaming | Republic Records | [ 18 ] |